# Roeselia gibeauxi
Roeselia gibeauxi är en fjärilsart som beskrevs av De Toulgoët 1982. Roeselia gibeauxi ingår i släktet Roeselia och familjen trågspinnare. Inga underarter finns listade.